# Parco nazionale del Paradiso slovacco
Il parco nazionale del Paradiso slovacco (in slovacco Národný park Slovenský raj) è un parco nazionale della Slovacchia orientale. Con la denominazione di Paradiso slovacco il parco è attivo dal 18 gennaio 1988 ma il suo territorio, dal 1964, risulta la seconda area protetta su larga scala e la prima area paesaggistica protetta nel Paese. È visitato dai turisti durante tutto l'anno, con circa un milione di presenze.

## Storia

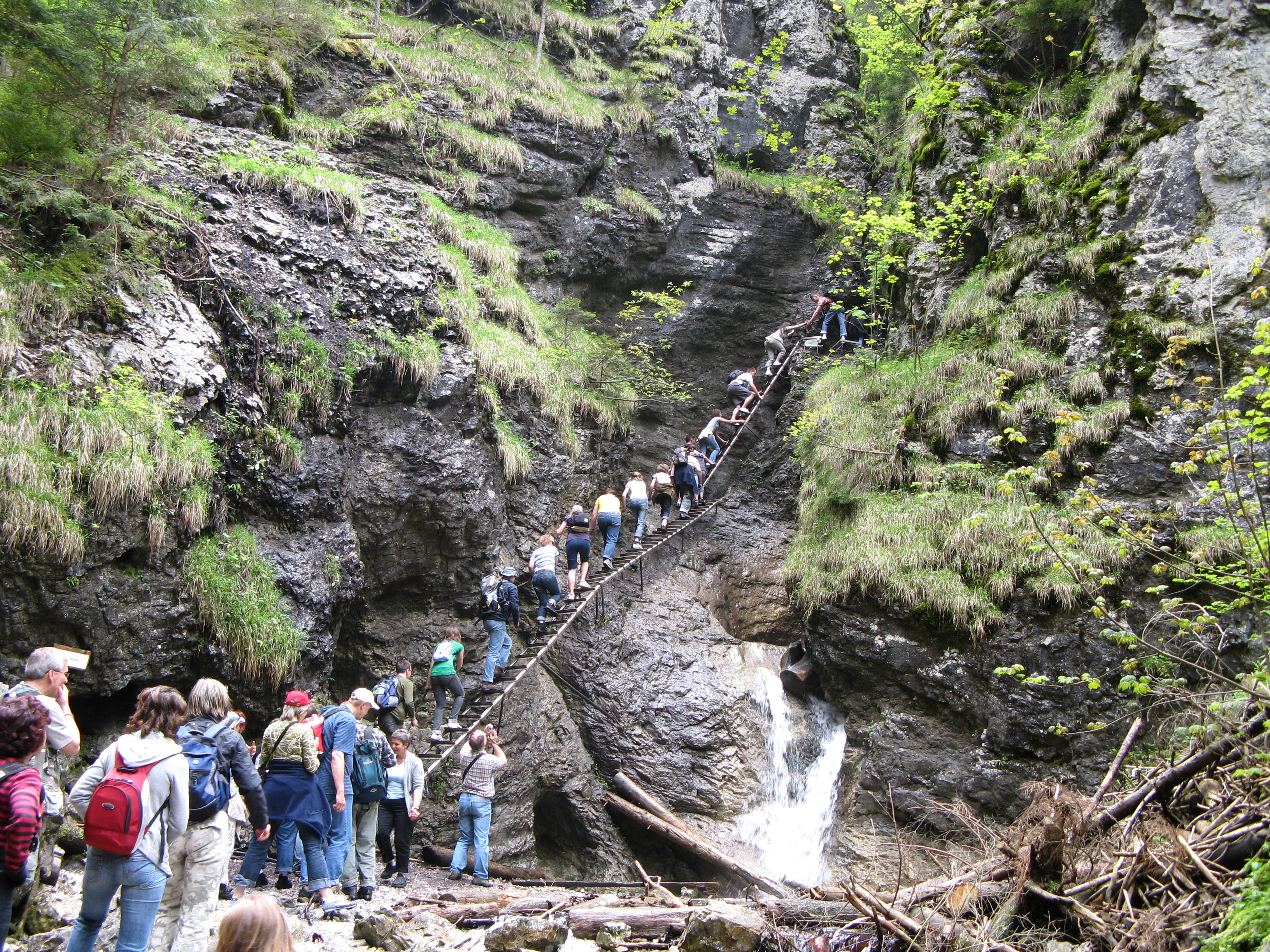
Gruppo di visitatori nel parco

Il parco nazionale del Paradiso slovacco è uno dei parchi nazionali più giovani della Slovacchia. Dal 1964 la zona di eccezionale valore paesaggistico tra Spiš e Gemer è stata dichiarata area paesaggistica protetta e nel 1988 è stata trasformata in parco nazionale con una superficie complessiva di 328 km², misura che garantisce un livello di protezione più elevato, anche se la parte di parco nazionale più rigorosamente protetto è di ampiezza inferiore, con 11 riserve naturali nazionali e 8 riserve naturali. Storicamente la maggior parte delle riserve naturali nazionali furono dichiarate tali nel 1964 per proteggere le gole e le valli più importanti.

## Descrizione
Il parco si trova nella parte orientale della Slovacchia e tra i suoi maggiori punti d'interesse  conserva una delle più grandi grotte di ghiaccio d'Europa, la grotta di ghiaccio Dobšinská che è protetta. L'insieme paesaggistico comprende pianure carsiche, gole, cascate e numerose altre grotte. Nell'area si trovano pure gli antichi insediamenti di Spiš che documentano la storia più antica dell'intera Slovacchia. Rappresenta uno dei nove parchi nazionali della Repubblica Slovacca, comprende oltre 300 chilometri di sentieri segnalati ed è visitato dai turisti durante tutto l'anno. Il punto più alto del parco nazionale è Predná hola (1545 m sopra il livello del mare). Le gole più famose sono Suchá Belá, Piecky, Sokol e Kyseľ con numerose cascate. La flora è estremamente ricca con oltre 1.000 specie di piante superiori, 200 specie di licheni e 350 specie di briofite. Nelle gole si presenta un particolare fenomeno di inversione termica, nelle quali è più freddo e umido nel fondo. La vegetazione rispecchia questa peculiarità climatica per cui sul fondo dei burroni crescono specie vegetali amanti del freddo, che normalmente si trovano in zone di alta montagna. Al contrario, sulle rocce prominenti ad alta quota possiamo trovare specie vegetali amanti del caldo. Vi sono poi boschi di pini che rappresentano i resti di antiche foreste sopravvissute in questa zona dalla fine dell'era glaciale mentre le foreste di faggi sono le più estese del parco. La fauna è rappresentata da circa 200 specie di vertebrati tra cui l'orso, la lince, il lupo, il cervo e il capriolo. Nelle rocce nidificano diverse specie di rapaci e di uccelli canori.